# Ecquevilly
 Ecquevilly  es una población y comuna francesa, en la región de Isla de Francia, departamento de Yvelines, en el distrito de Mantes-la-Jolie y cantón de Aubergenville.
La ciudad se llamó Fresne hasta el siglo XVIII cuando tomó el nombre de Ecquevilly.

## Geografía

Situado al norte del departamento de Yvelines, la comuna de Ecquevilly se encuentra en el valle del Sena, inmediatamente al sur de la aglomeración de Meulan-Les Mureaux, a aproximadamente 20 kilómetros al este de Mantes-la-Jolie, capital del distrito, y a 30 kilómetros al noroeste de Versalles.
Las comunas limítrofes son Chapet y Morainvilliers al este, Bazemont y Les Alluets-le-Roi al sur, Les Mureaux al norte y Bouafle al oeste.
Su territorio, relativamente extenso, ocupa 1.127 hectáreas (cifra superior a la media de Yvelines que es de 872 hectáreas).
Se extiende sobre la vertiente del valle del Sena, aproximadamente cinco kilómetros de norte a sur y 4,5 kilómetros de este a oeste.
El relieve está marcado por una pendiente regular, modelada por numerosas cañadas.

### Hidrografía
Por la comuna discurre, en una dirección aproximada de sur a norte, el río Orgeval, un riachuelo de unos dieciséis kilómetros de largo, que marca aproximadamente la frontera comunal con Chapet.

### Clima
El clima de Ecquevilly es un clima templado de tipo oceánico degradado característico de la Isla de Francia. Las temperaturas medias van de los 2 a 5 °C en invierno (enero) y de 14 a 25 °C en verano (julio). Las precipitaciones medias, relativamente bajas, son de, aproximadamente 600 mm al año. Los meses más lluviosos van de octubre a enero.

### Ocupación del territorio
| Tipo de ocupación            | Porcentaje | Superficie (en hectáreas) |
| ---------------------------- | ---------- | ------------------------- |
| Espacio urbano construido    | 11%        | 122,87                    |
| Espacio urbano no construido | 3%         | 30,13                     |
| Espacio rural                | 86%        | 980,29                    |

El territorio de la comuna es esencialmente rural (86%), el espacio urbano construido representa el 11% del total.
El espacio habitado se encuentra en la ciudad, con la excepción de algunas granjas: Le Rouloir situada más al norte, La Muette al este, Les Préaux y Romainville al sur. La urbanización se ha desarrollado del oeste al norte, a partir del antiguo núcleo establecido a lo largo de la route de quarante sous.
El hábitat está compuesto mayormente por antiguas casas individuales en urbanizaciones, sin embargo, un conjunto de inmuebles colectivos ocupan alrededor de cuatro hectáreas en la entrada de la ciudad.
Dos tercios del espacio rural son tierras agrícolas (grandes cultivos, vergeles y horticultura) y superficies arboladas para el tercio restante. Los bosques se concentran en el sur del territorio comunal, y en su mayoría pertenecen al Bosque de Alluets.

### Comunicaciones

#### Carreteras
La comuna está comunicada por la carretera departamental 113 (Yvelines). Se trata de un tramo de la carretera nacional 13París-Caen-Cherbourg que atraviesa el centro de la comuna en sentido sudeste - noroeste. Esta carretera fue desviada y evita el centro de la ciudad. Dobla al nordeste por la autovía de Normandía A13.
En sentido norte - sur, la carretera departamental 43 se separa de la carretera departamental 113 en la entrada de la ciudad y se dirige hacia Les Mureaux

#### Infraestructuras ferroviarias
La comuna no está comunicada por ferrocarril. La estación de tren más próxima es la estación de Mureaux, situada a cinco kilómetros al norte de la ciudad.
Se prevé la construcción de una nueva línea entre Épône y Achères que se bifurcaría al este de la estación de Épône-Mézières para transcurrir paralela a la autovía A13, atravesando por tanto el punto norte de la comuna de Ecquevilly.

#### Otros
Un Gran Recorrido, le GR 26, cuyo trazado une París y Deauville, atraviesa la comuna por el sur en el bosque de Alluets.

## Historia

### Los orígenes
Ecquevilly tiene orígenes lejanos. Se han encontrado restos de numerosos objetos de la prehistoria, de la época gala y merovingia.

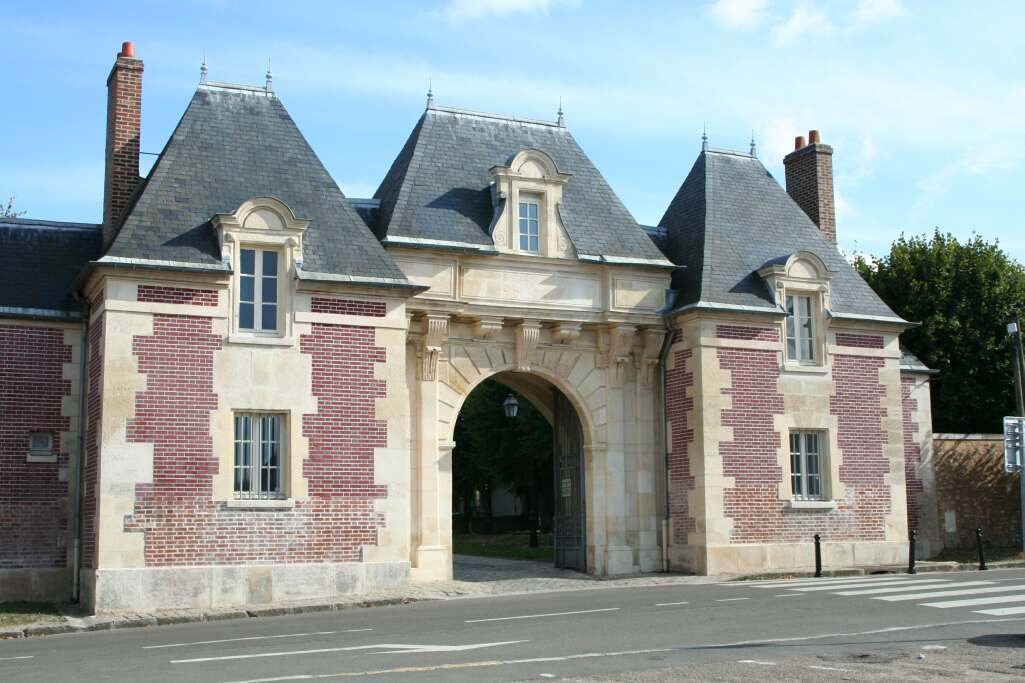
El pabellón de entrada al parque del ayuntamiento.

### Señores de Ecquevilly
Los más antiguos documentos, del siglo XI, hablan de la "Castellería de Fresne", hasta la Revolución francesa en 1789. Cuatro familias se han sucedido en este feudo:
- La familia Neauphle-le-Château
- La familia Poissy
- La familia O
- La Familia Hennequin

#### Familia Neauphle-le-Château
El nombre de Fresno, apareció en una acta del año 1058. El condado de Meulan hizo una donación a la Abadía de Jumièges de las tierras sobre las cuales se edificó la ciudad. Esta carta fue firmada por Hugues II, conde de Meulan asistido por Richard de Neuphle y los hijos de este último, Ribert, señor de Fresne.
Robert fue el primer señor en establecer su residencia en Fresne. Su castillo consiste en una torre cuadrada con fosos y murallas de piedra. Robert de Fresne murió dejando su herence a su hijo Hugo "el Rojo". Solo tuvo una hija, Jacqueline, que se casó con Guaszon de Poissy, a quien aportó en dote la tierra de Fresne.

#### Familia Poissy
El nuevo señor de Guaszon (también llamado Guasce en algunos escritos) es el nieto de Gaston de Chaumont, condestable de France, y de Jacqueline de Poissy, señora de Mantes y de Maison-sur-Seine. Guaszon murió en 1189. Fue enterrado en la abadía de Abecourt, construida en 1180 y su iglesia consagrada en 1191 por Thomas Becquet, archiduque de Cantorbéry, refugiado en Francia para huir de las persecuciones de Enrique II de Inglaterra.
En 1189, a la muerte de, su hijo pequeño, Robert II de Poissy, parte la tierra de Fresne.
En 1231, Robert III, hijo de Robert II, hereda la tierra de Fresne, en 1234 otorga "el curso de agua" del río Goncin (actualmente río Orgeval) a los cánones de Poissy, a los religiosos de San Nicasio y a los leprosos de Comtesse. En esta época, el río era muy venenosos, particularmente por el estanque de Fresno que atraviesa. En 1242, Robert fue convocado por el rey Luis IX de Francia para combatir la revuelta protagonizada por Hugo X de Lusignan y apoyada por Enrique III de Inglaterra. Murió en esta expedición.
Uno de los hijos de Robert III se convierte en señor de Fresne, murió en 1265 y es uno de sus nietos, Jehan, quien le sucede. Jehan no tuvo descendientes varones; su hija Mathilde, su única heredera, se casa con un caballero llamado Jehan le Baveux, amigo del rey Carlos V de Francia.
Mathilde tuvo dos hijos entre los cuales dividió sus tierras, el hijo, Guy le Baveux, chambelán del duque de Borgoña recibió la tierra de Bazemont, la hija, Jeanne la Baveuse, recibió la tierra de Fresne.
Jeanne la Baveuse se casó con Robert de O, senescal del conde de Eu.

#### Familia O
Jeanne la Baveuse al casarse con Robert de O, aportó la tierra de Fresno a la familia de O de la casa de la Baja Normandía cuya historia se remonta al siglo XI. Este caballero fue asesinado en 1415 en la Batalla de Azincourt. Su hijo, Robert VII hereda de su madre el feudo de Fresne.
Robert VII murió en 1447 sin descendientes varones. Su herencia vuelve a su yerno, Jean "el Senescal", que adopta el apellido y el blasón de la casa de O. Fresne pasa a su hijo, Jean II, aproximadamente en el año 1480. Cuando el señor muere, lo remplaza su hijo Charles I. En 1528, cede su patrimonio a su propio hijo Étienne de O quien lega su herencia a su nieto Charles de O II, señor de Bazemont, y la tierra de Fresne vuelve a Jean. Éste, capitán de la guardia del rey de Francia, tiene seis hijos: el mayor se convirtió en señor de Fresne.
En el mes de agosto de 1594, François de O muere. La familia vendió la baronía de Fresne.

#### Familia Hennequin
El 15 de septiembre de 1607, Jeanne Brulart, viuda de Pierre Hennequin, se convierte en la propietaria del dominio de Fresne por decreto del Châtelet de Paris. La familia Hennequin será propietaria durante casi dos siglos (hasta la Revolución Francesa de Fresne.
Pierre Hennequin legó por testamento, con fecha de 6 de febrero de 1660, su tierra a su nieto Nicolas Hennequin casado con Anne Sarus, señora de Roulloirs. Nicolas murió el 31 de octubre de 1672. Su hijo, André se convierte en señor de Fresne.
Tras un tumultuoso asunto matrimonial y para escapar a la reprobación general, André Hennequin, poseedor del feudo de Fresne, solicita al rey la autorización para sustituir el nombre por el de Ecquevilly, nombre que ya tiene otra de sus tierras, en el actual departamento de Oise. En 1724, Auguste Louis Hennequin (1717-1794) obtuvo del rey Luis XV de Francia la autorización.
En 1790 el castillo fue destruido, los materiales sirvieron para las casas de los campesinos. Los bienes de la familia Hennequin fueron confiscados.
El marqués Armand Hennequin vuelve a Francia en la Restauración Francesa. Aunque no solo posee Ecquevilly, fue, sin embargo, autorizado por el rey Louis XVIII en 1821, a conservar el título de marqués de Ecquevilly. La mayoría de sus bienes habían sido robados, por ello la familia vende los bienes que les quedan y abandonan Ecquevilly.

### Época posrevolucionaria
En parte por un amplio pasado agrícola, como demuestran aún algunas grandes granjas, y una vocación comerciante gracias a la situación entre la carretera de París a Ruan, la ciudad se desarrolló poco a poco.

## Demografía
| 371                        | 506 | 540 | 486 | 540 | 535 | 555 | 566 | 540 | 521 | 545 | 28 | 528 | 546 | 534 | 530 | 536 | 516 | 530 | 510 | 476 | 477 | 497 | 470 | 534 | 569 | 2,109 | 2,822 | 3,442 | 3,600 | 3,794 | 4,208 |
| (Fuente: Cassini et INSEE) |     |     |     |     |     |     |     |     |     |     |    |     |     |     |     |     |     |     |     |     |     |     |     |     |     |       |       |       |       |       |       |

## Cultura

### Patrimonio

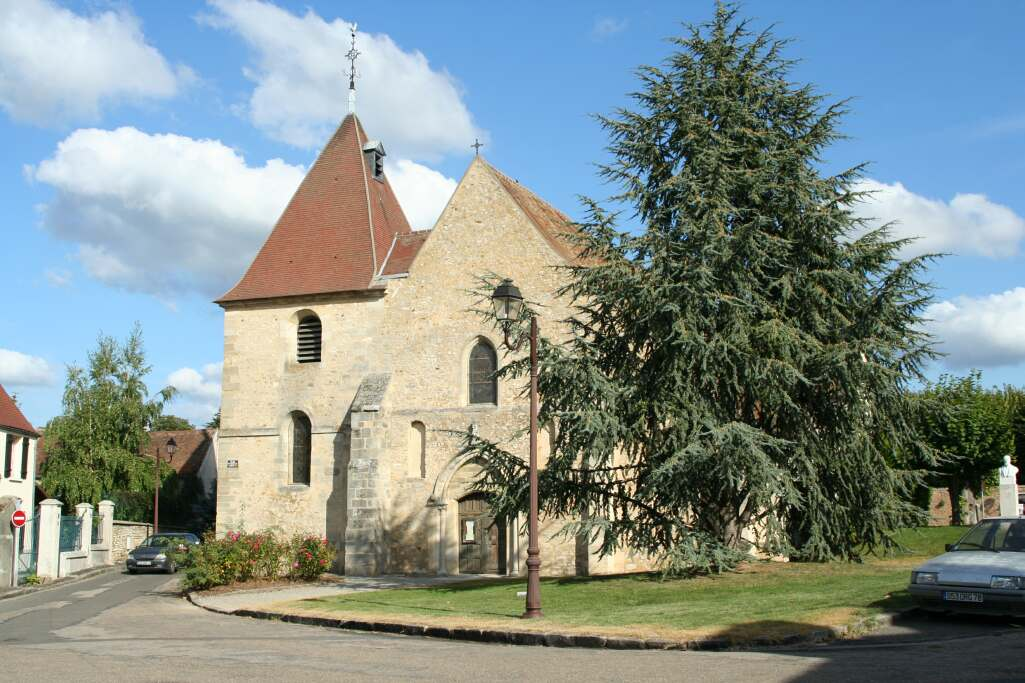
La iglesia de Saint-Martin.

- Iglesia de Saint-Martin : iglesia del siglo XII. Dependía del priorato de San Nicasio de Meulan. Ha aguanta a diversas épocas, numerosas restauraciones y remodelaciones, sobre todo después del hundimiento del techo de la nave en 1818. La nave fue reconstruida en el siglo XIX.
- El castillo del siglo XVI. Situado cerca de la iglesia, llegó a conocer horas fastuosas. Actualmente es la alcaldía de la ciudad.[10]
- El castillo de Romainville del (siglo XIX).
- En 1893, Henry Deutsch de la Meurthe, industrial, hizo construir en el bosque de Ecquevilly el que hoy día es llamado Castillo de Romainville y que sirve de albergue para seminarios y reuniones.[11]

### Filmografía
Diversas películas han sido filmadas en Ecquevilly, por ejemplo. El día más largo de Ken Annakin.